# مئذنة باب الأسباط

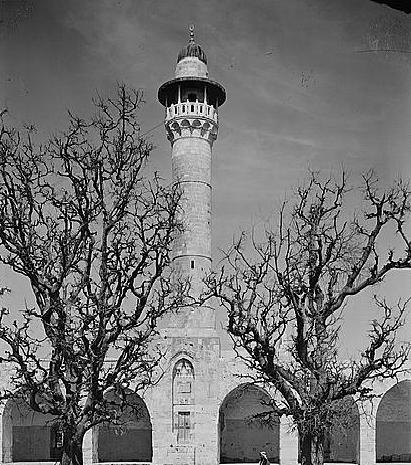
مِئذنة باب الأسباط

تعتبر مئذنة باب الأسباط هي الوحيدة من بين المآذن الأربعة الموجودة في الجهة الشمالية للمسجد الأقصى المبارك بين باب الأسباط وباب حطة وسميت بهذا الاسم بقربها من باب الأسباط. ومن أسمائها أيضا المئذنة الصلاحية لكونها واقعة في جهة المدرسة الصلاحية.

## وصف
تعد مئذنة باب الأسباط من أجمل المآذن، ويعود ذلك إلى مظهرها وفخامتها وأنها ذات بناء متين فهي الوحيدة من بين المآذن الأربعة التي لها شكل دائري أي ذات بدن اسطواني على طراز المآذن التركية حيث بنيت على قاعدة رباعية، وينتهي هذا البدن الاسطواني بشرفة مستديرة للمؤذن، وتنتهي بقبة مصنوعة من الرصاص، يبلغ ارتفاعها المئذنة 28.5 متر بها مدخل جنوبي للصعود إلى شرفة المؤذن. هذا المدخل به عدد من الدرجات تتزين بمجموعة من المقرنصات.

## تطور بناؤها
أنشأت مئذنة باب الأسباط في عهد السلطان المملوكي الأشرف شعبان بن السلطان حسن، من طرف الأمير سيف الدين قطلوبغا نائب القدس في عام 769هـ/ 1367م، هذا بدليل النقوش والكتابات الموجودة على المئذنة 3. حيث بنيت عل الطراز المملوكي التي كانت تتميز به المآذن آنذاك ذات شكل رباعي بمعنى انها تملك بدن
وقاعدة رباعية. ومما نلاحظه ألان أنه شكلها دائري أي مبنية على الطراز التركي فهو يدل على إعادة بنائها في العهد العثماني مع الاحتفاظ بقاعدتها الرباعية. في سنة 1927 تعرضت مدينة بيت المقدس إلى زلزال عنيفة بقوة 6.2 كان مركزه شمال بحر الميت حيث أودى بحياة 300 شخص وآلاف الجرحى. هذا الزلزال اثر على مئذنة باب الأسباط خاصة من الجهة العلوية، حيث حمل المجلس الإسلامي الأعلى على عاتقه ترميم المئذنة فبدأ بتهديم الجزء العلوي من المنارة ثم أعاد بناءها من جديد. وفي سنة 1967 تعرضت مدينة بيت المقدس للقصف الصهيوني مما أدى إلى تهديم مئذنة باب الأسباط مجددا، فحملت لجنة اعمار المسجد الأقصى المبارك هذه المرة على عاتقها ترميم المئذنة كليا حيث تم كسوت قبتها بمادة الرصاص.